# Tony Anholt
Anthony Anholt, detto Tony (Singapore, 19 gennaio 1941 – Londra, 26 luglio 2002), è stato un attore britannico.
È noto particolarmente per essere stato uno dei principali interpreti delle serie Spazio 1999 (2ª stagione, 1976), nel ruolo di Tony Verdeschi, e Gli invincibili (1972-1973), nel ruolo di Paul Buchet.
Il figlio Christien è noto per il ruolo di Nigel Bailey in Relic Hunter. Nell'episodio 1x19 della serie, Tony Anholt partecipa nel ruolo di avversario di Sidney Fox, interpretata da Tia Carrere, recitando insieme al figlio Christien.
Anholt morì a Londra all' età di 61 anni
dopo una lunga malattia causata da un tumore al cervello.

## Filmografia parziale
- Gli invincibili (The Protectors) - serie TV, 42 episodi (1972-1974)
- Coronation Street - serie TV, 1 episodio (1975)
- Spazio 1999 (Space: 1999) - serie TV, 22 episodi (1976-1977)
- Howards' Way – serie TV, 72 episodi (1985-1990)
- Relic Hunter - serie TV, episodio 1x19 (2000)

## Doppiatori italiani
Nelle versioni in italiano delle opere in cui ha recitato, Tony Anholt è stato doppiato da:
- Gianni Giuliano in Spazio 1999
- Raffaele Uzzi in L'ora del mistero
- Ambrogio Colombo in Relic Hunter